# Saint-Michel-de-Chaillol
Saint-Michel-de-Chaillol ist eine französische Gemeinde im Département Hautes-Alpes in der Region Provence-Alpes-Côte d’Azur. Sie gehört zum Arrondissement Gap und zum Kanton Saint-Bonnet-en-Champsaur.

## Geografie
Saint-Michel-de-Chaillol liegt in den Seealpen im Einzugsgebiet des Flusses Drac. Im Norden und im Osten führt die Gemeindegrenze einer Wasserscheide entlang. Zahlreiche Bäche, darunter der Riou de Buissard und der Riou Mort, durchqueren die Gemeindegemarkung. Die angrenzenden Gemeinden sind La Motte-en-Champsaur im Norden, Champoléon im Nordosten, Saint-Jean-Saint-Nicolas im Osten, Chabottes im Süden, Buissard im Südwesten sowie Saint-Julien-en-Champsaur und Saint-Bonnet-en-Champsaur im Westen.
Zu Saint-Michel-de-Chaillol gehörende Erhebungen sind der Pic du Tourond (2745 m) und der Pic Queyrel (2440 m). Das Wintersportgebiet Chaillol 1600 befindet sich auf 1500–1991 m. ü. M. Zur Gemeindegemarkung gehören neben der Hauptsiedlung Chaillol auch die Weiler Saint Michel, Les Marrons, La Villette und Chaillolet.

## Bevölkerungsentwicklung
| Jahr      | 1962 | 1968 | 1975 | 1982 | 1990 | 1999 | 2006 | 2008 | 2016 |
| --------- | ---- | ---- | ---- | ---- | ---- | ---- | ---- | ---- | ---- |
| Einwohner | 231  | 232  | 253  | 316  | 336  | 301  | 328  | 334  | 324  |

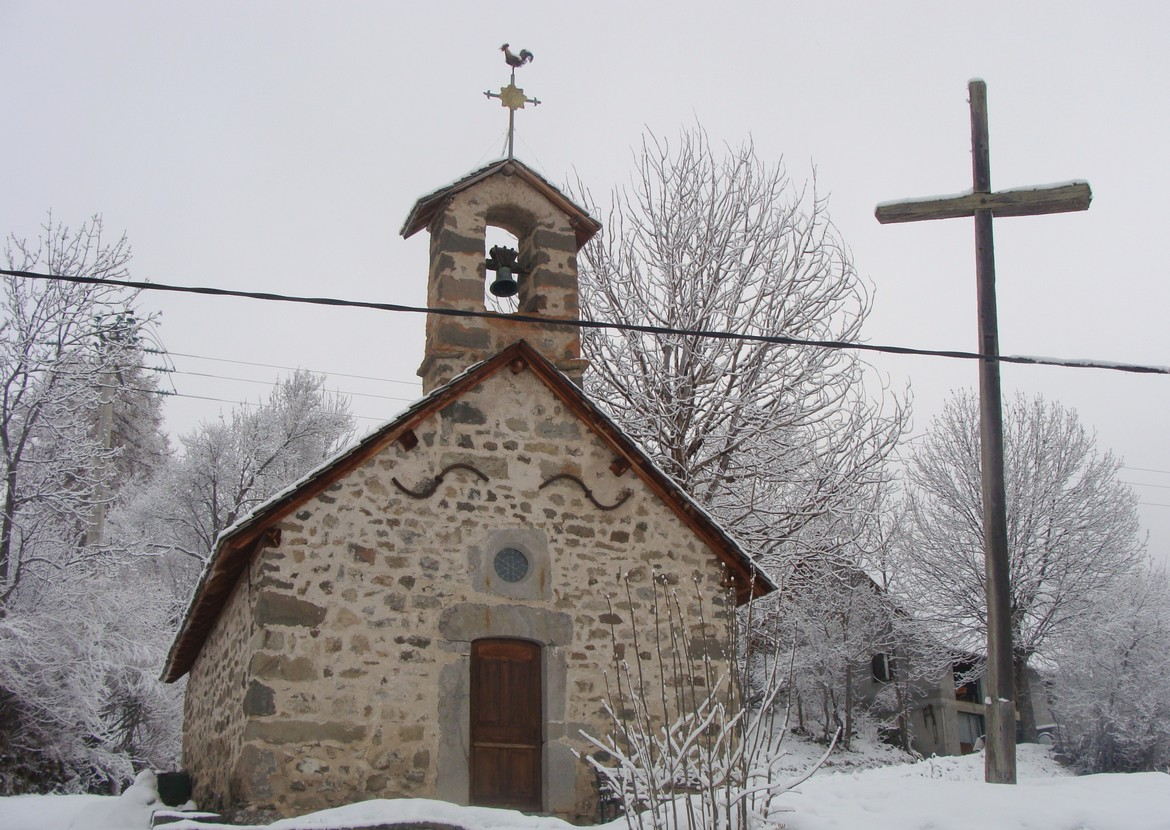
Kapelle in Chaillolet
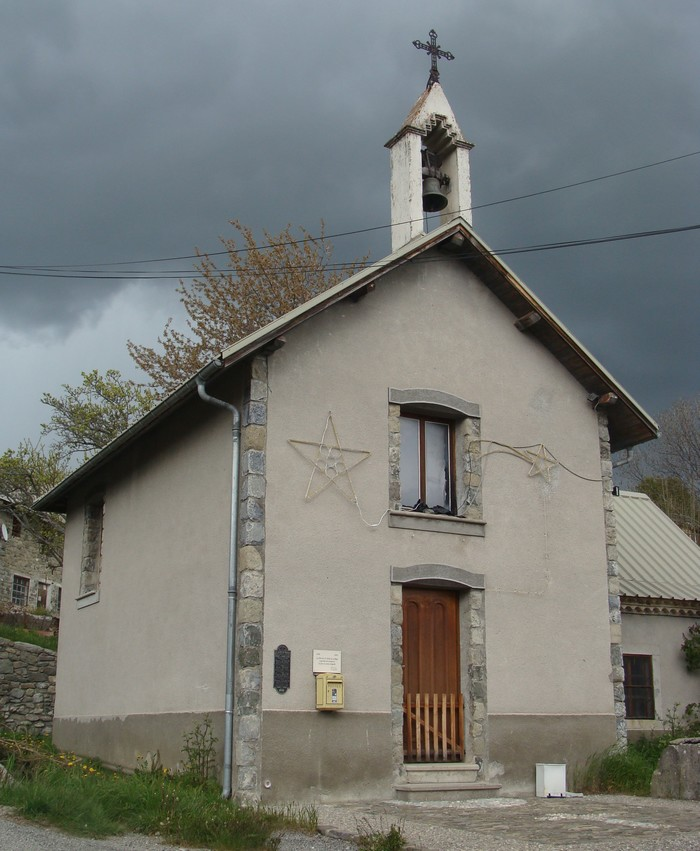
Kapelle in Les Marrons
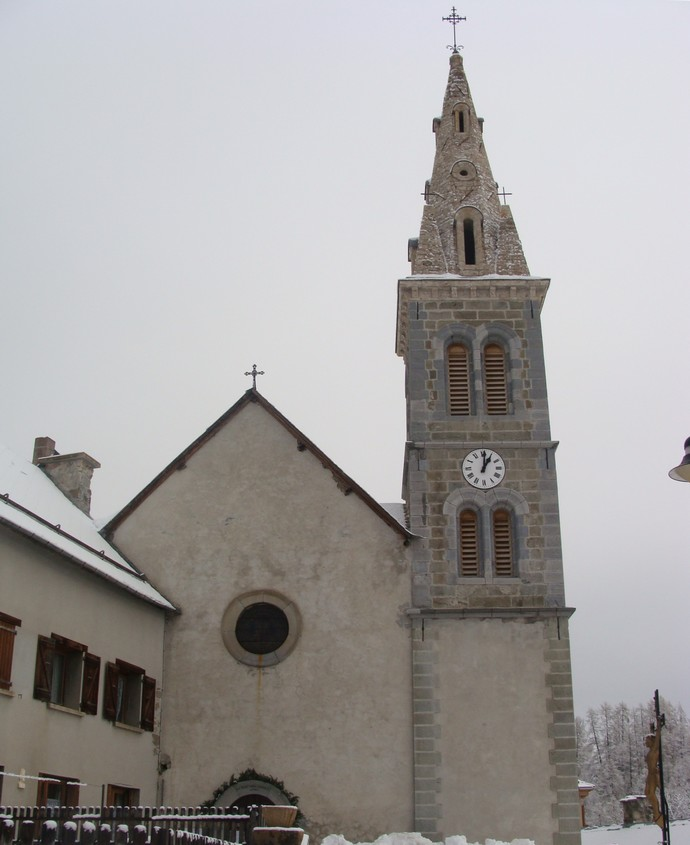
Kirche Saint-Pierre
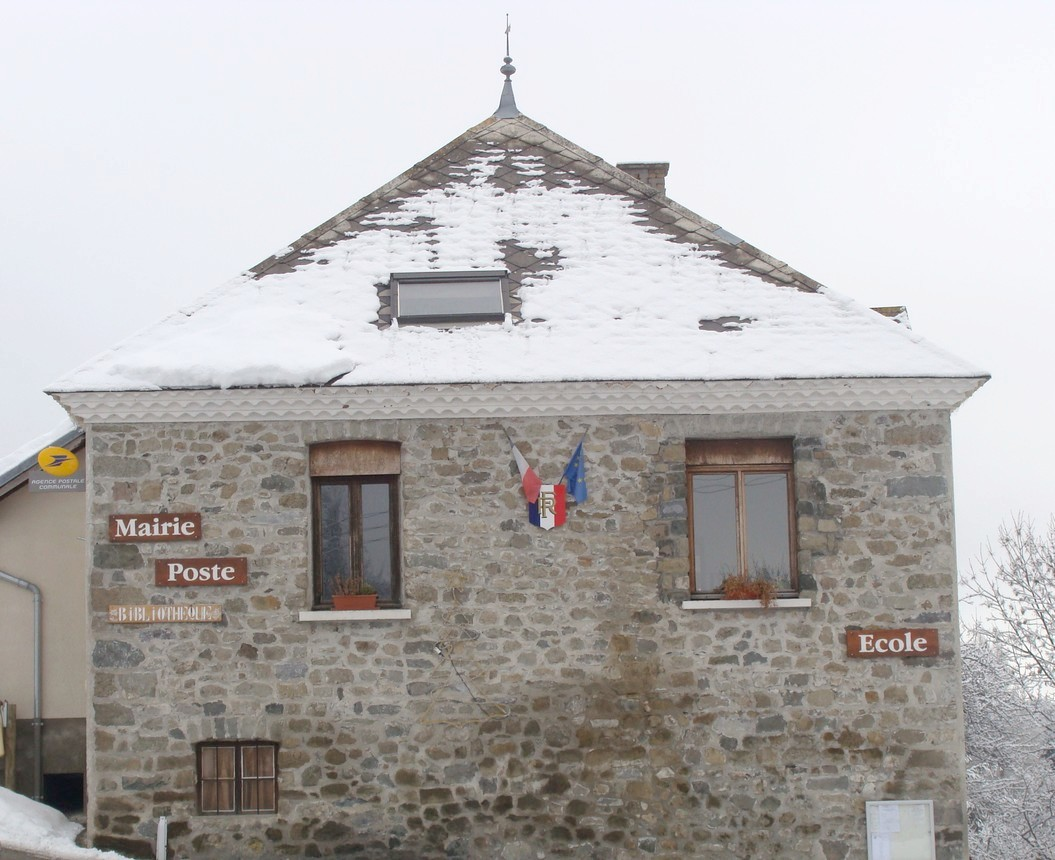
Rathaus (Mairie)